# Hymenolobium nitidum
Hymenolobium nitidum är en ärtväxtart som beskrevs av George Bentham. Hymenolobium nitidum ingår i släktet Hymenolobium och familjen ärtväxter. Inga underarter finns listade i Catalogue of Life.